# Štefan Zelník
Štefan Zelník (ur. 22 grudnia 1954) – słowacki lekarz i polityk, od 1994 do 1998 wiceminister zdrowia, poseł do Rady Narodowej.

## Życiorys
W 1974 ukończył szkołę średnią, a w 1980 studia lekarskie na Uniwersytecie Komeńskiego w Bratysławie. Uzyskiwał specjalizację I i II stopnia w zakresie chirurgii, a także specjalizację z zakresu organizacji służby zdrowia.
W 1990 wstąpił do Słowackiej Partii Narodowej. Od 1994 do 1998 był sekretarzem stanu w ministerstwie zdrowia w gabinecie Vladimíra Mečiara. W latach 1998–2002 i 2006–2012 sprawował mandat deputowanego do Rady Narodowej. Od końca lat 90. związany również z samorządem miejskim w Żylinie jako radny miejski, a w latach 2012–2014 zastępca prezydenta miasta. W 2014 objął funkcję wiceprzewodniczącego SNS. W 2016 po czteroletniej przerwie powrócił do Rady Narodowej.